# Coptotermes curvignathus
Coptotermes curvignathus là một loài côn trùng trong họ Rhinotermitidae. Loài này được Holmgren miêu tả khoa học đầu tiên.
Đây là loài gây hại của cây Buchanania sessifolia, phát triển phổ biến ở Indonesia.